# Bristol Hydra
El Hydra (también conocido como el Double Octagon) fue un motor radial aeronáutico experimental de 16 cilindros en doble estrella construido por Bristol Aero Engines. Es un raro ejemplo de motor radial con cilindros en número par; con frecuencia se afirma que los motores radiales requieren un número impar de cilindros, pero esto es porque es más sencillo, y no por un requerimiento físico. Sólo se construyeron dos Hydras, y el modelo nunca entró en producción.

## Diseño y desarrollo
Al parecer, el Hydra fue construido como un diseño de "respaldo" en caso de que los nuevos motores con válvulas de camisa diseñados por Roy Fedden al mismo tiempo, resultaran inviables. El diseño del Hydra fue dirigido por Frank Owner, quien construyó un diseño experimental V-4 para probar un nuevo diseño de árbol de levas a la cabeza, el primero para los motores Bristol, que normalmente usaban balancines y varillas. Cuando el V-4 funcionó exitosamente, al parecer se utilizaron cuatro motores de este tipo conectados a un cárter común para producir el Hydra.
Los árboles de levas eran operados por ejes de trasmisión que conectaban el cigüeñal en la parte trasera del motor con la cabeza de cada cilindro. El eje engranaba directamente con uno de los dos árboles de levas, usando otro para comandar el árbol de levas "del otro lado" de la cabeza del cilindro. Esta disposición era algo complicada, pero no más que un sistema basado en botadores y balancines. Un efecto secundario del uso de árboles de levas en cabeza era que los cilindros debían estar "en línea", mientras que en los motores radiales típicos la segunda estrella, o bancada de cilindros, estaba rotada con respecto a la primera, para que estuvieran más expuestos al flujo de aire para su refrigeración.
El Hydra tenía sólo dos válvulas por cilindro en lugar de tres o cuatro, limitando su eficiencia volumétrica. Generalmente es difícil acomodar apropiadamente las varillas levanta-válvulas para operar cuatro válvulas en un motor radial multi-estrella, algunas de las varilla tienen que salir del cárter entre los cilindros, donde hay poco espacio. Esta dificultad es una de las razones por las que Fedden dirigió su trabajo hacia las válvulas de camisa. Esto no es un problema en los motores en línea, y es una de las razones por las que los motores en línea de la época podían competir, en términos de prestaciones, con los generalmente mucho más simples motores radiales. El uso de árbol de levas a la cabeza en el Hydra evitó este problema, posibilitando colocar cuatro válvulas por cilindro, y resulta extraño que no se haya usado.
Sólo dos Hydra fueron construidos. Uno fue probado en vuelo en el Hawker Harrier, sufriendo severas vibraciones a RPM críticas. Al final, Fedden pudo desarrollar las válvulas de camisa en una soberbia serie de motores, y el Hydra fue casi olvidado.

## Aplicaciones
- Hawker Harrier

## Especificaciones (Hydra)
Datos de Lumsden
- Tipo: motor radial de 16 cilindros en doble estrella enfriado por aire
- Diámetro: 127 mm
- Carrera: 127 mm
- Cilindrada: 25,7 l
- Compresión: 6:1
- Largo del motor: 1448 mm
- Diámetro del motor: 1181 mm
- Peso: 680 kg
- Válvulas: Doble árbol de levas a la cabeza
- Compresor: Supercargador medio
- Combustible: Gasolina DTD 134
- Refrgeración: por aire
- Potencia: 850 hp a 3.000 rpm
- Peso/potencia: 1,23 hp/kg
- Reducción: Caja reductora de engranajes epicíclicos, relación 0,424:1, hélice de giro izqueirdo